# 국제장로교
국제장로교(영어: International Presbyterian Church)는 장로교 신앙고백과 함께 공통적 책무와 약속, 목적, 책임과 치리를 갖춘  영국과 유럽, 대한민국에 소재한 개혁주의 교회이다. 대한민국에서는 장로교 안에서도 진보적인 성향으로 분류되고 있다.

## 역사
국제장로교회(The International Presbyterian Church)는 1954년에 스위스에서 프란시스 쉐퍼의 사역을 통해 세워졌다. 쉐퍼와 그의 아내는 라브리(L'Abri, 피난처)와 국제장로교회를 시작하였다. 그 교회는 쉐퍼가 미국의 개혁장로교(The Reformed Presbyterian Church) 선교사로서 세운 교회였다. 초기부터 IPC는 IPC보다 더 많이 알려진 쉐퍼의 라브리 사역, 즉 신앙에 회의적이고 의심하는 청년들을 대상으로 한 사역과 긴밀하게 협력했다. 그들이 국제적인 연구 센터이자 공동체로 가장 잘 알려진 라브리를 시작한 이후, 쉐퍼는 그들의 사역을 통해 그리스도께로 돌아온 사람들의 필요를 채우기 위한 교회를 시작하였다. 그들은 그 교회를 국제장로교회라고 불렀다.

●영국 IPC
첫번째 회중(congregation)은 1969년 일링(Ealing)에서 시작되었다. 1960년대 말에는 3개의 나라에 3개의 회중이 있었다. IPC는 그 시작부터 나라간 경계를 넘어서는 교회라는 진술된 목적을 가지고 있었다. 머지않아 2개의 회중이 영국에 세워졌다. 하나는 1969년 런던의 일링에, 다른 하나는 1972년 햄프셔의 작은 마을 리스(Liss)에 세워졌다. 두 회중은 모두 래널드 매컬레이(Ranald Macualay, 쉐퍼의 사위)가 이끌었고, 오늘날까지 지속되고 있다. 그들은 또한 런던한인교회(London Korean Church)를 포함하여 한인들 가운데 회중들을 만들었다. 1978년, 킹스턴에 있는 한국인 회중이 교단에 가입하였다. 

2000년대 이래로 교단이 되살아나는 고무적인 징후들이 보이기 시작했다. 상당한 수의 사람들이 안수를 받았으며 유럽의 교회 개척 운동(church plants)이 IPC에 통합되었다. 또한 스코틀랜드 국교회(the Church of Scotland)가 점점 성경의 권위를 거부하는 분위기 속에서 4개의 스코틀랜드 회중이 IPC에 가입했다. 스코틀랜드 국교회에 있던 기존의 사역자들, 장로들, 회원들이 나와서 4개의 새로운 스코틀랜드 회중을 만들었다. IPC는 우리의 '국제적인' 본성에 따라 현재 영국에 두 개의 노회를 가지고 있고(영국, 한국), 유럽에 최초의 노회가 있으며(현재 영국 노회와 함께 모이고 있음), 또 다른 노회는 대한민국에 있다. 1년에 한 번 4개의 노회가 총회로 함께 모인다. 

●IPC 내의 한인 회중들
김북경 목사와 그의 부인 신시아(Cynthia)는 1972년 중반까지 햄프셔에 있는 라브리의 초창기 간사로 섬겼다. 이후 그들이 장인을 돌보기 위해 일링으로 이사했을 때, 김북경 목사는 당시 런던 성경 대학(London Bible College, 현재 London School of Theology)에서 신학 공부를 시작했다. 신학 공부를 하는 동안(1974-1978) 김북경 목사는 영국에서 공부하고 일하는 수천 명의 한인들에 대한 부담감을 느꼈다. 그래서 그는 한인 회중을 개척하려고 노력했다. 하나님의 도우심으로, 런던한인교회(Korean Church London)라 불리는 첫번째 한인 IPC 회중이 1978년 9월 16일 킹스턴(윔블던)에 세워졌다. 그리고 뒤따라 여러 회중들이 생겨났다. 런던한인교회는 서레이주(Surrey)의 킹스턴어폰템스(Kingston Upon Thames) 소재의 과거 연합개혁(장로)교회(United Reformed Church)가 있던 건물로 1984년에 이사했다. 1984년은 미국의 두 선교사 호레이스 언더우드(장로교도)와 헨리 아펜젤러(감리교도)가 처음으로 한국에 도착한 해이다. 놀라울 만큼 빠르게 복음이 퍼져나갔다! 하나님의 은혜로 이내 다른 한인 교회들이 개척되었고 어느 시점부터 언어적인 장벽으로 인해 한국어를 사용하는 노회가 따로 필요하게 되었다.

## 조직
현재 국제장로교에는 영국노회(13개 교회)와 유럽노회(6개 교회), 한국어노회(9개 교회), 한국노회(4개 교회)의 네 개의 노회가 구성되어 있다. 한국에서는 2006년 준노회로 시작된 이래 10년이 지난 2016년이 되어 4개 교회가 참여하는 정식 노회가 결성되었다.

## 같이 보기
- 황환영 기자 (2015년 1월 21일). ““답은 건강한 교회다”한국교계의 문제점 진단과 처방”. 한국일보. 2015년 10월 6일에 원본 문서에서 보존된 문서. 2015년 10월 5일에 확인함.